# 2013년 2월 죽음
다음은 2013년 2월에 사망한 저명한 인물 목록이다.
- 2월 1일 - 미국의 정치인, 변호사 에드 코흐
- 2월 2일
  - 미국의 군인 크리스 카일
  - 미국의 변호사, 배우 존 카
  - 파라과이의 군인, 정치인 리노 오비에도
- 2월 3일
  - 대한민국의 정치인 박대석
  - 영국의 배우 피터 길모어
  - 헝가리의 포르노 배우 아르퍼드 미클로스
- 2월 6일 - 튀니지의 변호사, 정치인 슈크리 벨라이드
- 2월 7일 - 대한민국의 법조인 윤동민
- 2월 8일
  - 미국의 수영 선수 빌 스미스
  - 미국의 영화 프로듀서, 영화 감독 크리스 브링커
- 2월 10일 - 중화인민공화국의 탁구인 좡쩌둥
- 2월 11일
  - 대한민국의 가수 임윤택
  - 러시아의 기업인 렘 뱌히레프
  - 미국의 게임 개발자 에릭 카셀
  - 일본의 여성운동가, 브리지스톤 상속자 하토야마 야스코
- 2월 12일
  - 대한민국의 사진가 최민식
  - 미국의 트럼펫 연주자 도널드 버드
- 2월 13일 - 일본의 저술가 도조 유코
- 2월 14일
  - 미국의 철학자 로널드 드워킨
  - 일본의 배우 혼고 코지로
- 2월 16일 - 영국의 싱어송라이터, 기타리스트 토니 셰리던
- 2월 17일
  - 남아프리카 공화국의 모델 리바 스틴캠프
  - 미국의 컨트리 가수 민디 매크리디
  - 영국의 배우 리처드 브리어스
- 2월 18일
  - 독일의 아동 문학가 오트프리트 프로이슬러
  - 러시아의 싱어송라이터 케빈 에이어스
  - 일본의 성우 혼다 치에코
- 2월 19일
  - 대한민국의 영화 감독 박철수
  - 미국의 실험 물리학자 로버트 콜먼 리처드슨
  - 일본의 작가, 평론가 도널드 리치
- 2월 20일
  - 대한민국의 정치인 민경식
  - 일본의 게임 개발자 이노 겐지
- 2월 21일
  - 미국의 영화 감독, 배우, 영화 프로듀서 델 테니
  - 일본의 범죄자 가나가와 마사히로
  - 일본의 범죄자 고바야시 가오루
- 2월 22일 - 대한민국의 배우, 가수 성인규
- 2월 24일 - 대한민국의 정치인, 김광수
- 2월 25일 - 대한민국의 화가 박노수
- 2월 26일
  - 대한민국의 시인 성찬경
  - 프랑스의 오르간 연주자 마리-클레르 알랭
- 2월 27일
  - 미국의 배우, 권투 선수 데일 로버트슨
  - 미국의 피아니스트 밴 클라이번
- 2월 28일 - 미국의 물리학자, 신경생물학자 도널드 글레이저